# Blatten
Blatten és un municipi del cantó suís del Valais, situat al Semidistricte de Raron Occidental.
La major part del poble va ser completament sepultat per una esllavissada gegant el 28 de maig de 2025, a causa del col·lapse de la glacera Birch. Uns 10 milions de metres cúbics de gel, terra i roca van bloquejar el riu Lonza, tot formant un llac. En el moment de l'esllavissada es va registrar un senyal sísmic equivalent a un terratrèmol de magnitud 3,1. Una àrea d'aproximadament 2 km de llarg, 200 m d'ample i 200 m de profunditat va quedar enterrada pel con de runes, estenent-se a banda i banda de la vall.
Esllavissades més petites en les setmanes anteriors havien provocat l'evacuació parcial del poble el 17 de maig de 2025 i després una evacuació completa dels residents restants el 19 de maig de 2025, evitant així pèrdues de vides. S'ha denunciat la desaparició d'una persona.

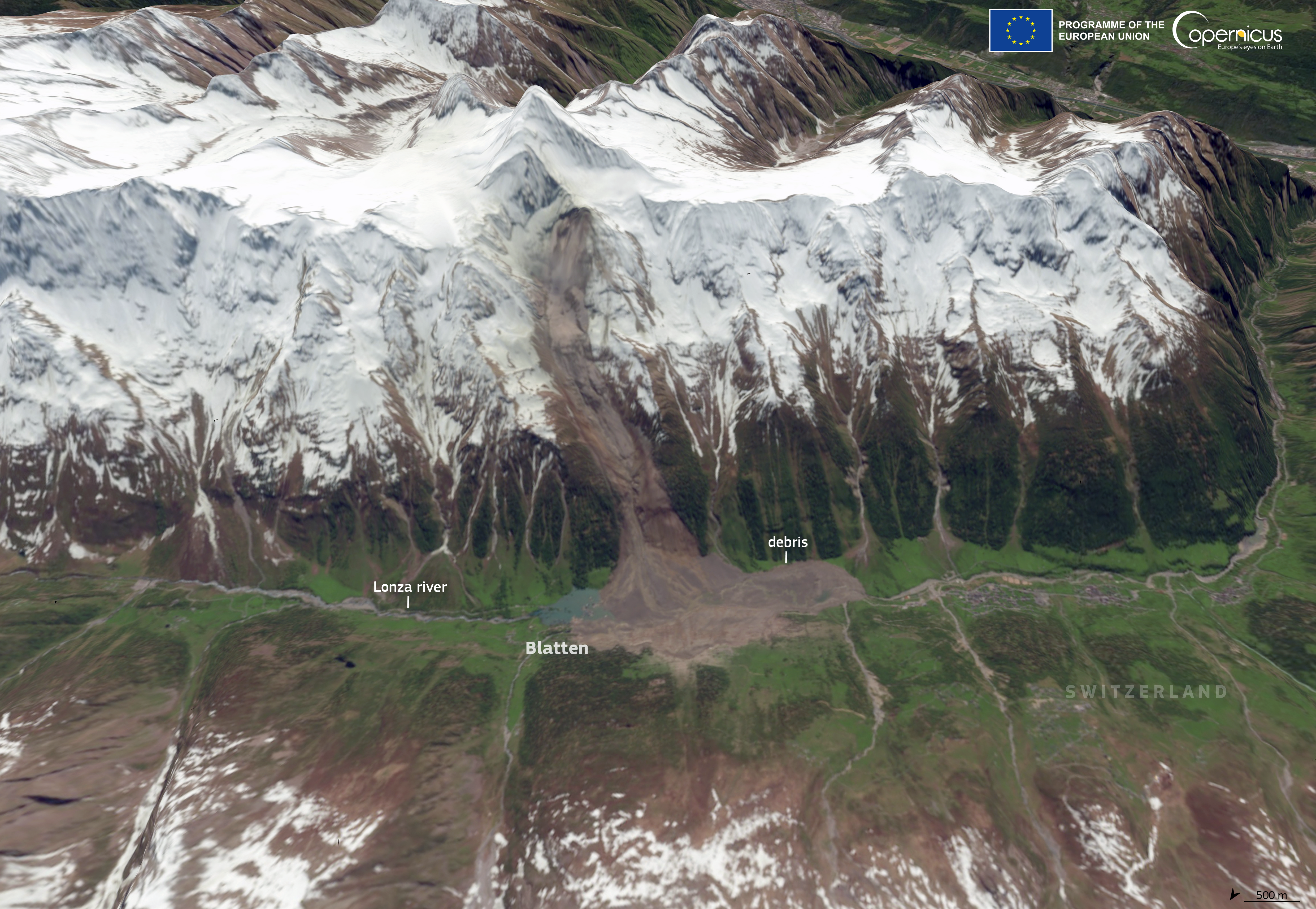
Vista de satèl·lit de l'esllavissada de Blatten, fotografiada el 30 de maig de 2025

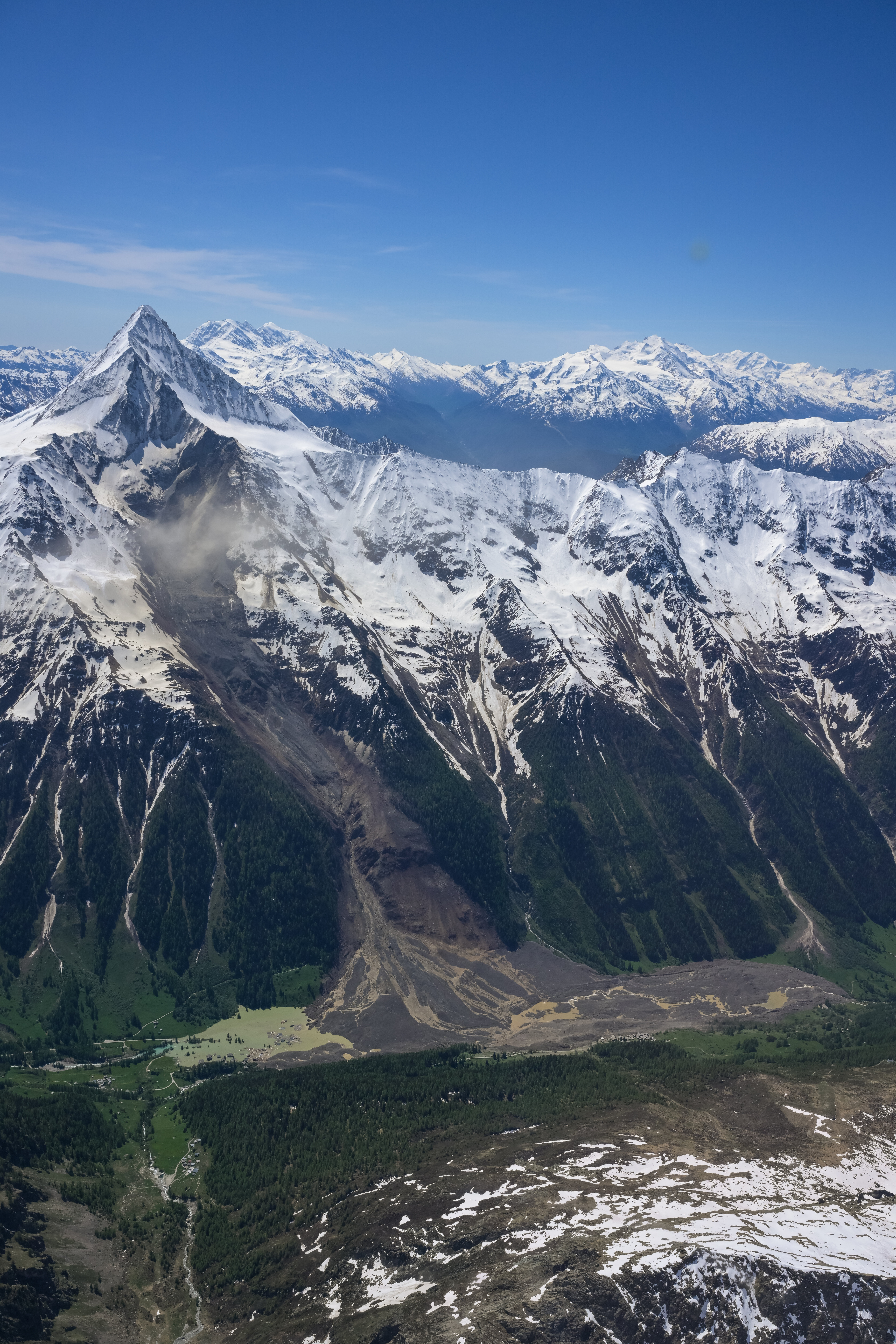
El pic Bietschhorn i Blatten després de la ruptura de la glacera el 30 de maig de 2025.